# Banque provinciale du Canada

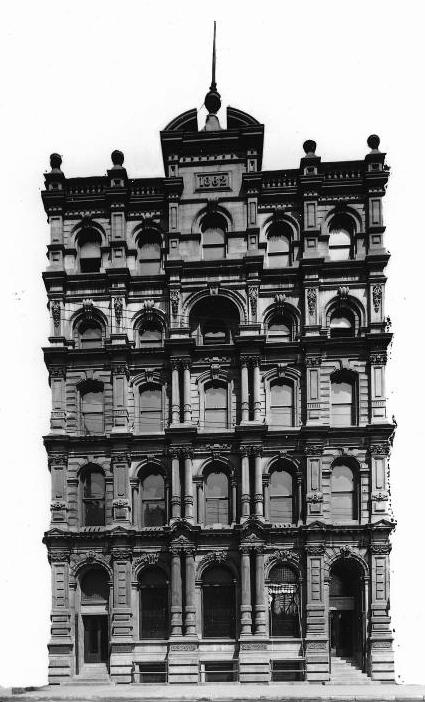
Banque provinciale, Montréal, 1910

La Banque provinciale du Canada était une banque canadienne basée à Montréal (Québec).

## Histoire

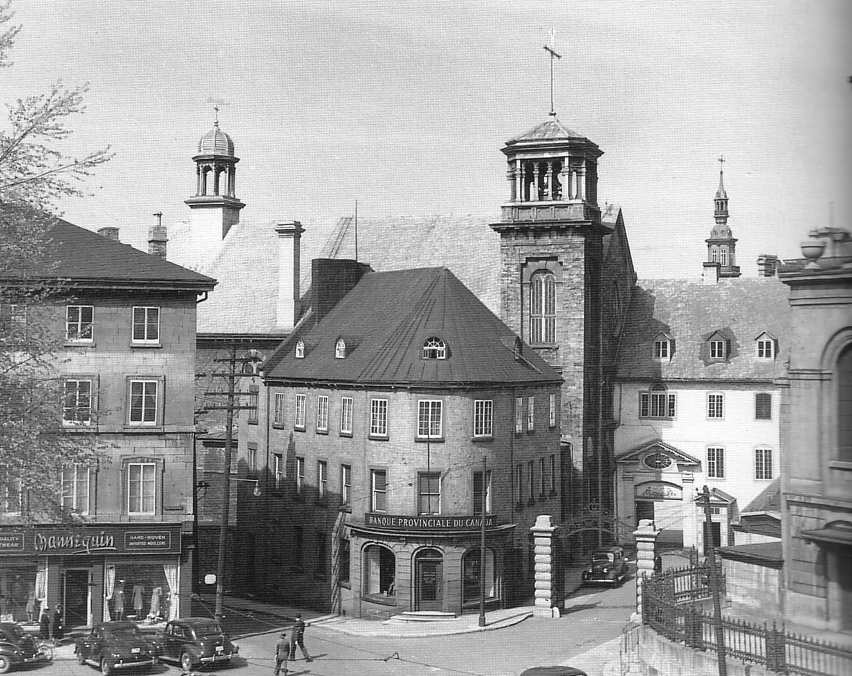
Banque Provinciale du Canada, siège à Quebec, maintenant le Musée de l'Amérique francophone

Appelé à la direction de la Banque Jacques-Cartier en 1899, au moment où cet établissement connaît de sérieuses difficultés, Guillaume-Narcisse Ducharme réussit à convaincre les épargnants de laisser leurs économies dans cette banque, qu'il relance sous le nom de Banque provinciale du Canada en 1900.
En plus de son siège social, situé sur la Place d'Armes, la Banque provinciale du Canada ouvre des succursales à Montréal, Québec et Plessisville dès 1901. Le premier président de la Banque est Guillaume-Narcisse Ducharme qui est également maire de Sainte-Cunégonde (maintenant intégré à Montréal). On retrouve d'ailleurs une forte majorité de francophones au sein du  Bureau de direction de cette banque dont un des objectifs est de mettre du capital à la disposition des commerçants canadiens-français.
En 1915, la Banque Provinciale, installée à la Place d’Armes, sur le site de l’actuel édifice Aldred, mérite bien son nom puisqu’elle était la seule banque à avoir des assises solides partout au Québec. Sa rentabilité exceptionnelle s'expliquait probablement en partie par sa popularité auprès des membres des petite et moyenne bourgeoisies québécoises francophones.
En 1919 et en 1920, la Banque Provinciale est de loin la banque la plus rentable au Canada. Sa petite taille lui permet, et exige peut-être, une stratégie agressive. La percée de la Banque est liée au dynamisme d'affaires de l'ancien maire de Montréal, le président Hormidas Laporte.
La Banque provinciale du Canada résistera à des tentatives de fusion et elle poursuivra le financement des activités de la moyenne bourgeoisie québécoise. À partir des années 1930, elle occupera l’ancien siège social de la Banque royale, rue Saint-Jacques, car l’immeuble qu’elle occupe en 1915 sera démoli pour faire place à la Tour des Prévoyants.
En 1970, la Banque Populaire fusionne avec la Banque Provinciale du Canada pour demeurer sous le nom de Banque Provinciale. En 1979, la Banque Provinciale (alors sous la présidence de Michel Bélanger) fusionnera avec la Banque canadienne nationale afin de former la Banque nationale du Canada.
Lors de l'incorporation de la Banque en 1900, des actionnaires notables incluait le sénateur Alexandre Lacoste, le fondateur d'Outremont Louis Beaubien, le juge Louis-Philippe Pelletier, les gouverneurs Narcisse Pérodeau et Louis-Amable Jetté, les maires de Montréal et sénateurs William H. Hingston et Charles Wilson, Alphonse Desjardins, fondateur des caisses populaires Desjardins, et Arthur Yale, cofondateur du Plateau Mont-Royal et petit neveu de James Murray Yale.
Les frères Marius et Oscar Dufresne, propriétaires du Château Dufresne, feront également partie du conseil d'administration de la Banque plus tard.

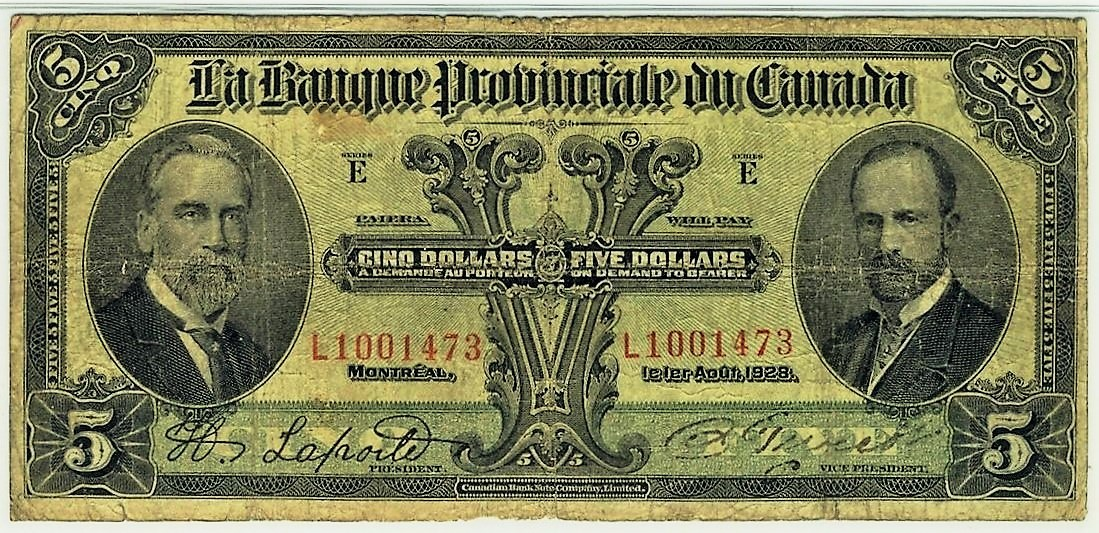
Billet de banque privé, 1928.

## Présidents de la Banque provinciale du Canada

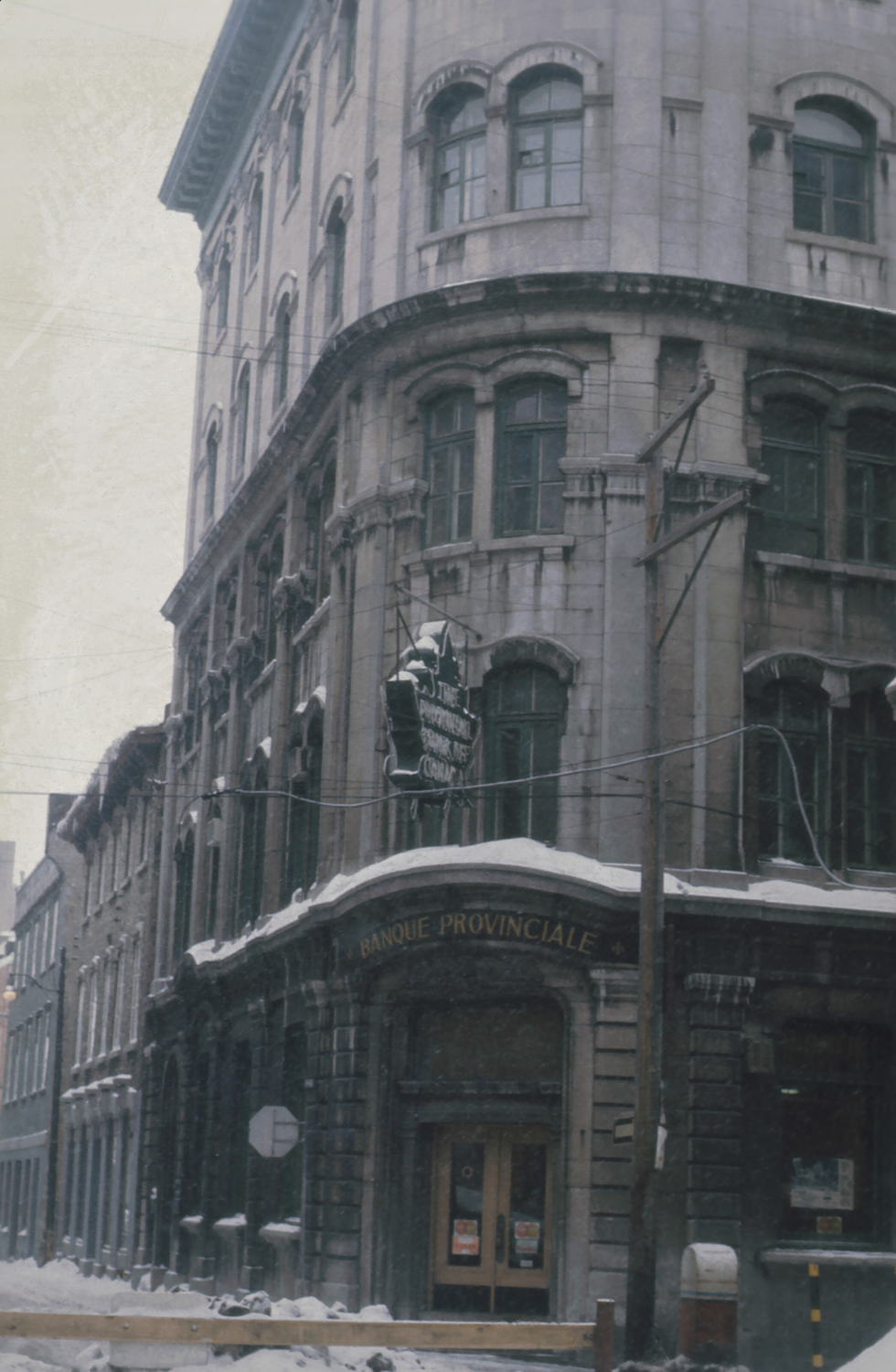
Banque Provinciale

- 1900-1907 : Guillaume-Narcisse Ducharme
- 1907-1934 : Hormidas Laporte
- 1934-1936 : Stanislas Jean-Baptiste Rolland
- 1936-1957 : Charles-Arthur Roy
- 1957-1967 : J.-Ubald Boyer
- 1967-1976 : Léo Lavoie
- 1976-1979 : Michel Bélanger

## Sources
- Fiche sur la Banque Provinciale
- Bilan du siècle
- Mémoire du Québec